# Układ krążenia (serial telewizyjny)
Układ krążenia – polski serial telewizyjny w reżyserii Andrzeja Titkowa, ukazujący m.in. nieprawidłowości w służbie zdrowia w latach 70. Polski Ludowej. Autorem scenariusza był Aleksander Minkowski.
Początkowo powstał film telewizyjny Wysoka góra, który wyemitowano 22 lipca 1977. Film został bardzo dobrze przyjęty, więc zrealizowano serial Układ krążenia, a Wysoka góra stała się jego pierwszym odcinkiem.
Pod koniec 1978, w czasie gdy serial był emitowany w telewizji, Wydawnictwa Radia i Telewizji wydały książkę Aleksandra Minkowskiego Układ krążenia, ilustrowaną kadrami (fotosami) z serialu.

## Fabuła
Bohater serialu, wdowiec dr Bognar, zostaje niesłusznie posądzony o dokonanie eutanazji i pozbawiony prawa do wykonywania zawodu lekarza. Nie mogąc znieść bezczynności, na własną rękę prowadzi śledztwo. Trafia na trop, a poszukując winnego musi zmieniać miejsce pobytu. Pracuje jako pielęgniarz, higienista w technikum, nawet pomaga zielarce na wsi. Kolejno eliminuje podejrzanych, a przy okazji poznaje warunki, w jakich pracują lekarze poza takim szpitalem, w jakim on był dotychczas.

## Obsada
- Edward Lubaszenko – doktor Roman Bognar
- Cezary Morawski – Maciej, syn Bognara
- Joanna Sobieska – Anna Lipczyc, pacjentka i kochanka Bognara
- Jerzy Trela – kapitan MO prowadzący śledztwo w sprawie śmierci Tomala

## Zdjęcia
- Warszawa, Kraków, Niepołomice, Niedźwiedź, okolice Nowego Targu, Skawina